# Fëdor Nemirovič
Fëdor Nemirovič (17 febbraio 1983) è uno schermidore bielorusso.

## Biografia
Ha conquistato una medaglia di argento nei campionati europei di scherma di Gand del 2007 nella gara di sciabola a squadre.

## Palmarès
In carriera ha conseguito i seguenti risultati:
- Europei di scherma

Gand 2007: argento nel sciabola a squadre.